# Аполлон із Мантуї

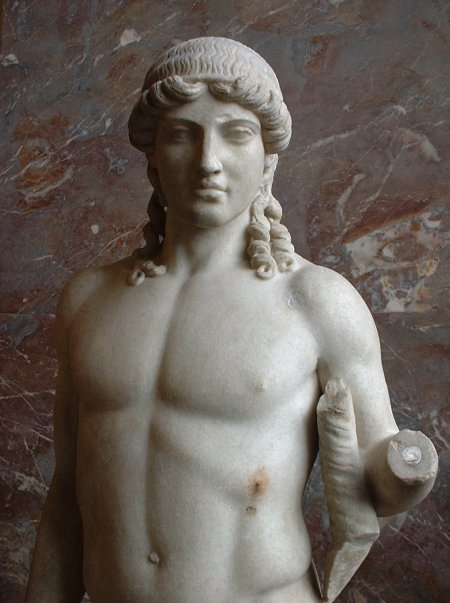
Вигляд зблизька

Аполлон із Мантуї (також Аполлон Мантуанський) — одна з найраніших форм скульптурного типу Аполлона Кіфареда, де бог зображений стоячи з кіфарою (лірою) у лівій руці.

## Історія та опис
Першу статую цього типу грецької скульптури було знайдено в Мантуї, тож вона й отримала назву від цього міста. «Аполлон Мантуанський» є римською копією, датованою між кінцем I і початком II століття, за імовірним оригіналом з бронзи, зробленим приблизно в середині V століття до нашої ери; у стилі, подібному до робіт Поліклета, але в архаїчнішому стилі. Ця робота висотою 1,13 метри зберігається в Луврі та є фрагментом скульптури з частково відсутніми руками й ногами.
Втрачений оригінал був бронзовим. Фахівці часом називають ім'я вчителя Фідія — Агія Афінського, проте немає жодного прикладу роботи цього скульптора пізньої архаїчної школи, за яким можна було прийти до однозначних висновків.
Згодом було знайдено більше десятка копій цього ж типу та якості майстерності, що зберігаються в багатьох музеях, зокрема:
- Національний археологічний музей Неаполя (мармурова[1] та бронза, знайдена в давній Помпеї),
- Національний археологічний музей Мантуї[it] ,
- Художній музей Фогг[it][2] ,
- Гарвардський художній музей.

Статуя в Луврі спочатку перебувала в бібліотеці Мазаріні, а до музею надійшла в 1871 році.